# Römische Pilgerkirchen

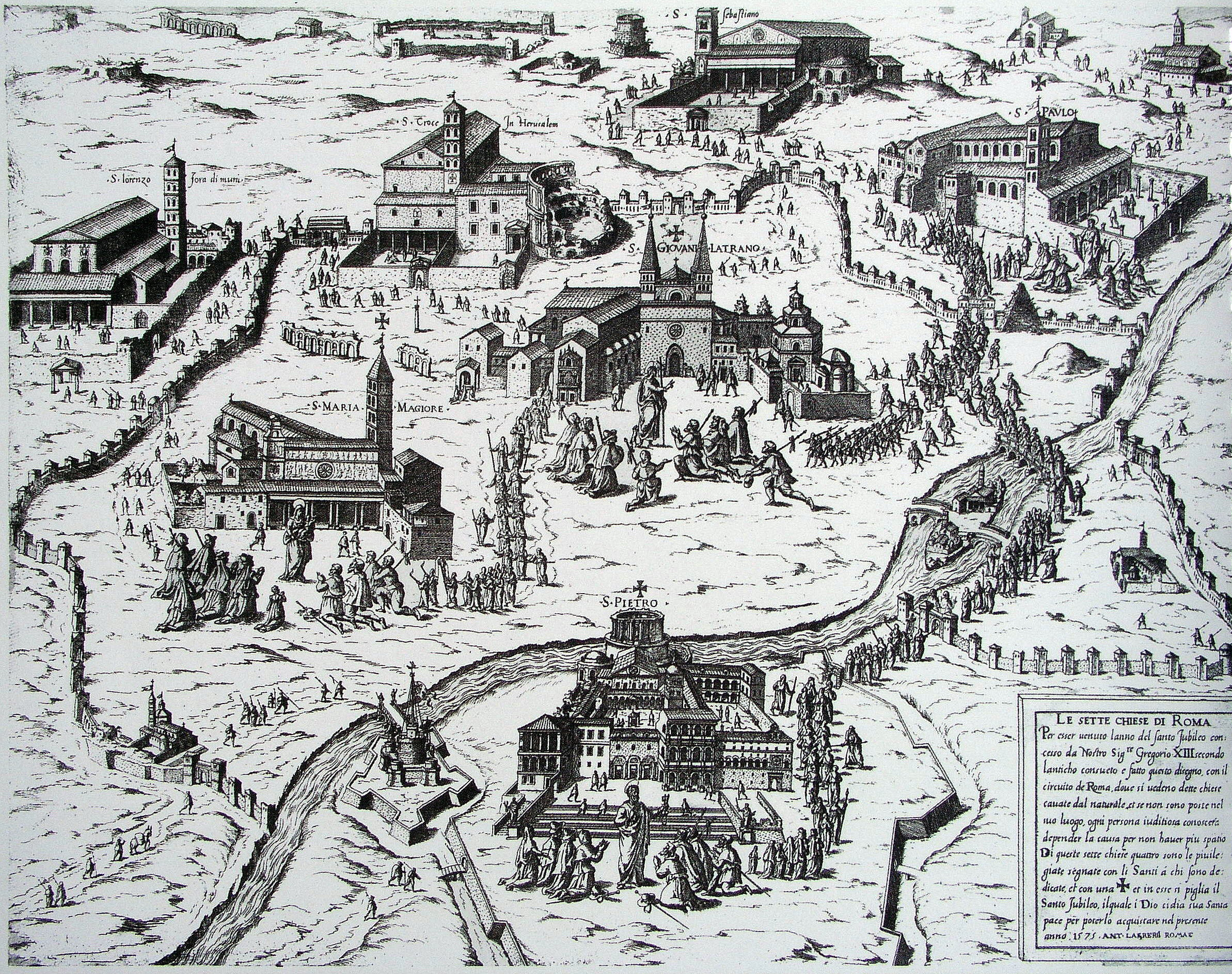
Die sieben Pilgerkirchen in Rom (Antoine Lafréry, Speculum romanae magnificentiae, 1575)

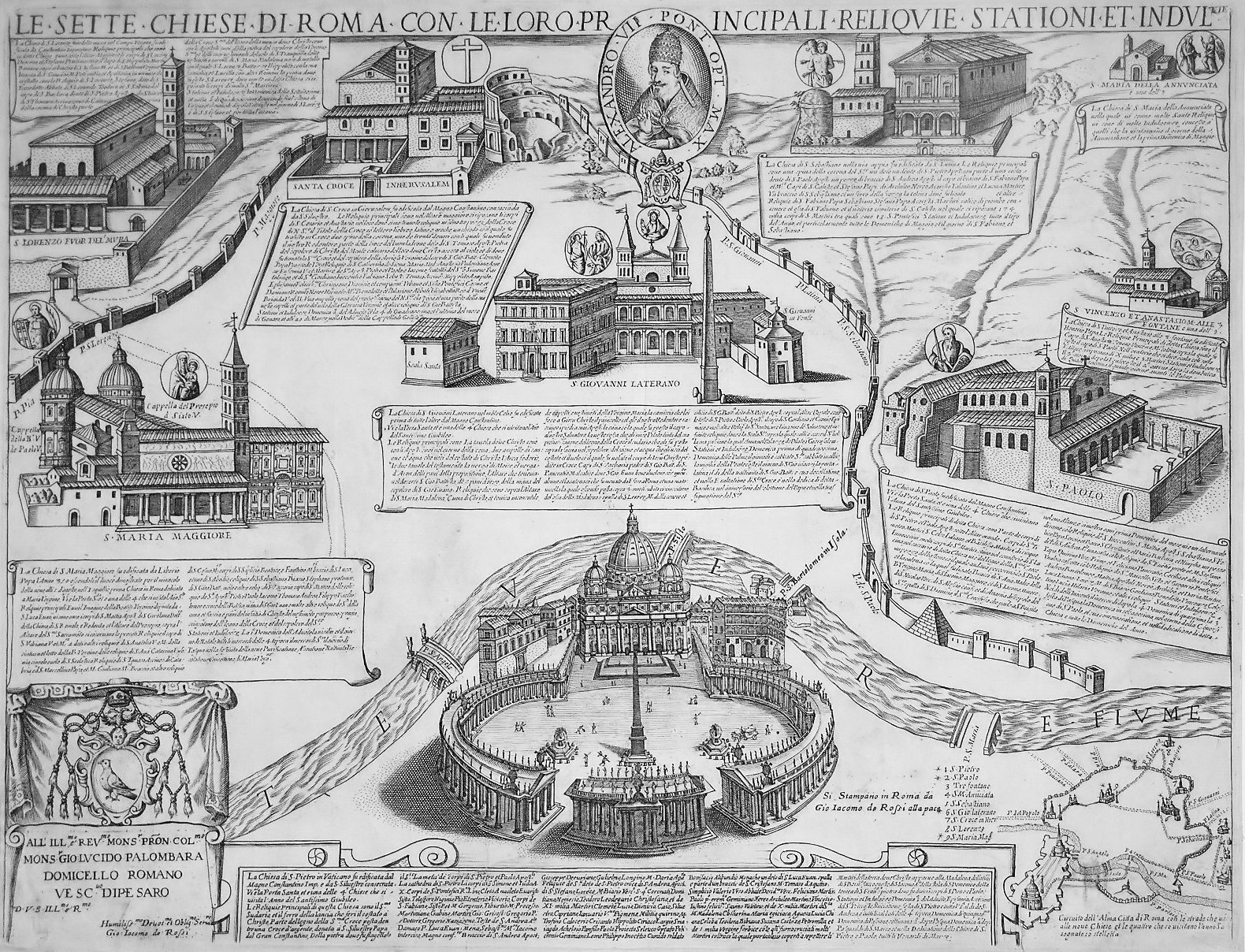
Karte von Giacomo Lauro und Antonio Tempesta von 1599, welche ebenfalls die sieben Pilgerkirchen zeigt

Unter den sieben Pilgerkirchen versteht man diejenigen Kirchen der Stadt Rom, deren Besuch bei Pilgerreisen in die Stadt eine besondere Rolle spielt. Sie sind innerhalb eines Tages zu Fuß zu erreichen, dem Pilger werden für diese Reise Ablässe versprochen.
Bis 2000 handelte es sich dabei um die vier römischen Basilicae maiores und drei Basilicae minores:
- San Pietro in Vaticano (Petersdom),
- San Paolo fuori le mura (Basilika Sankt Paul vor den Mauern),
- San Sebastiano fuori le mura (Basilika Sankt Sebastian vor den Mauern),
- San Giovanni in Laterano (Lateranbasilika),
- Santa Croce in Gerusalemme (Basilika vom Heiligen Kreuz in Jerusalem),
- San Lorenzo fuori le mura (Basilika Sankt Laurentius vor den Mauern) und
- Santa Maria Maggiore (Basilika Groß Sankt Marien).

Anstelle von San Sebastiano fuori le mura wurde im Heiligen Jahr 2000 von Papst Johannes Paul II. das Santuario della Madonna del Divino Amore unter den sieben aufgenommen. Diese Änderung hat sich gegenüber der Jahrhunderte alten Tradition bisher nicht durchgesetzt.
Die Reihenfolge der Besuche war nicht vorgeschrieben, die obenstehende war jedoch aufgrund der Lage der Kirchen die verbreitetste. Beim Besuch der sieben Kirchen wurden Rompilgerführer benutzt.
Nachdem diese Tradition über die Jahre mehr und mehr vernachlässigt worden war, belebte sie der heilige Philipp Neri im 16. Jahrhundert wieder. Dieser hatte sich der Aufgabe verschrieben, das religiöse Leben in Rom zu erneuern. Er lud mehrmals im Jahr, insbesondere zu Karneval und zu Ostern, die Bevölkerung von Rom und die Pilger in der ewigen Stadt ein, auf seiner Wallfahrt in die sieben Hauptkirchen der Stadt teilzunehmen. Zunächst folgte ihm die einfache Bevölkerung, während er später auch Adlige und hohe Geistliche für seine Sache gewinnen konnte.
Eine Repräsentation der sieben Kirchen in der Malerei stellt der sogenannte Basilikazyklus dar, der in den Jahren 1499–1504 für die Dominikanerinnen des Augsburger Katharinenklosters entstand und symbolische Abbildungen der Kirchen enthält.